# Fatulia
Fatulia ist ein osttimoresischer Suco im Verwaltungsamt Venilale (Gemeinde Baucau).

## Geographie

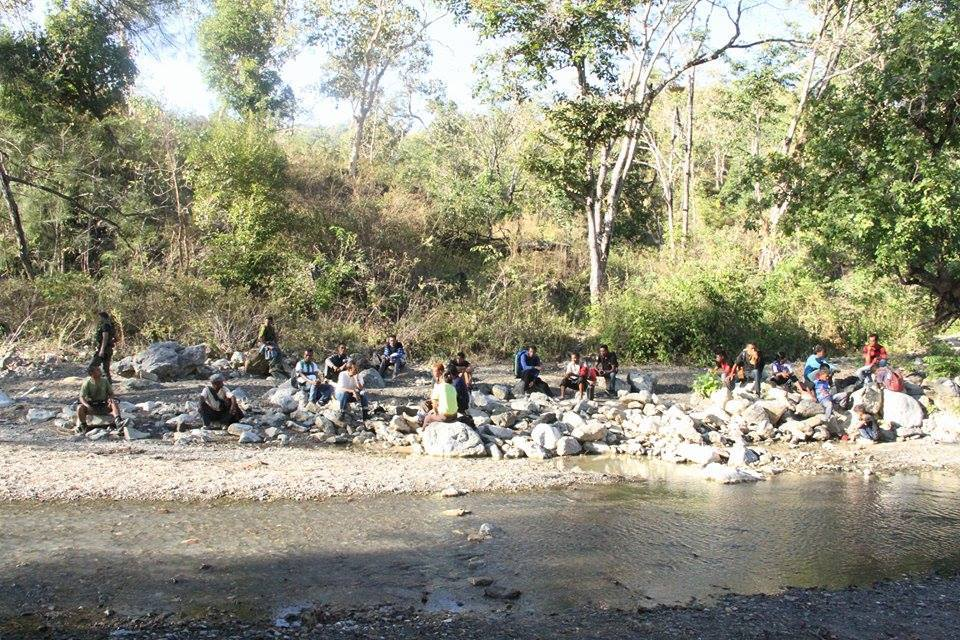
In Fatulia

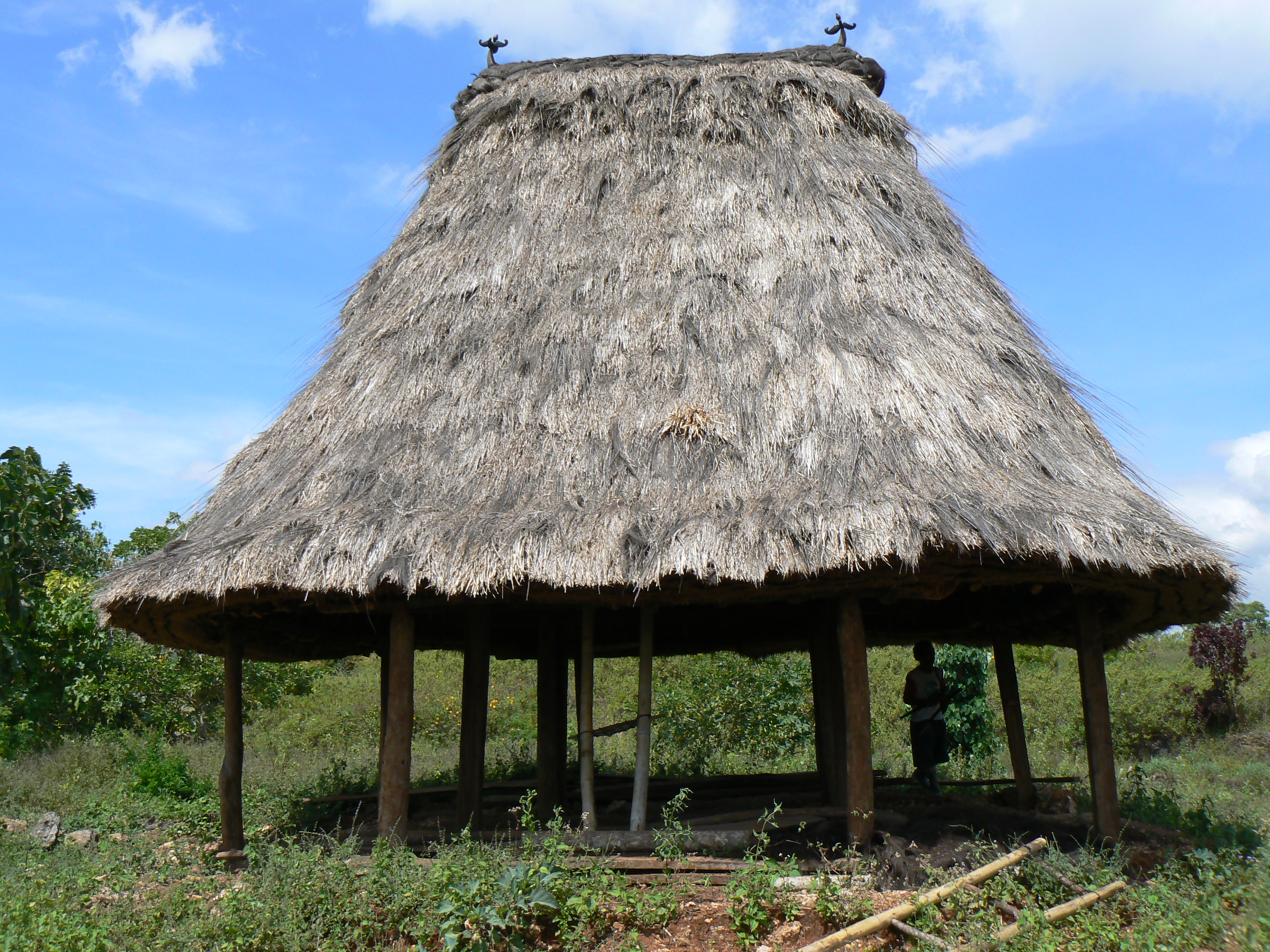
Heiliges Haus von Fatulia

Der Suco liegt im Südwesten des Verwaltungsamts Venilale. Östlich liegen die Sucos Uailaha und Uatu Haco, nordöstlich der Suco Baha Mori. Im Westen grenzt Fatulia an das Verwaltungsamt Vemasse mit seinen Sucos Ossouala und Loilubo und südlich an das zur Gemeinde Viqueque gehörende Verwaltungsamt Ossu mit seinen Sucos Liaruca und Builale. Im Westen des Sucos entspringt der Suni, ein Nebenfluss des Vemasse. Entlang eines Teils der Grenze zu Builale fließt der Assalaenita, der zum Flusssystem des Seiçals gehört.
Fatulia hat eine Fläche von 32,77 km² und teilt sich in vier Aldeias Bahadato (Baha Dato), Osso-Uaque, Uai-To-Bono (Uaitobono) und Uatulia-Ana (Uatolia-Ana).
Der Ort Fatulia liegt im Nordosten des Sucos, auf einer Meereshöhe von 888 m. Hier befindet sich die Grundschule des Sucos, die Escola Primaria catolica Fatulia.
Die Überlandstraße zwischen den Orten Venilale und Ossu folgt in weiten Teilen der Grenze zwischen den Sucos Fatulia und Uailaha. An ihr liegen die Orte Uatulia (Uatolia) und Uai-To-Bono (Uatobono, Uaito Bonu). Uatolia ist dabei praktisch ein Vorort der Verwaltungsamtshauptstadt Venilale. Etwas weiter westlich befinden sich die Dörfer Fatulia, Osso-Uaque (Osso Uaque, Ossoake, Osowake) und Bahadato (Baha-Dato, Bahadatu). Im Westen des Sucos gibt es eine medizinische Station.

## Einwohner
In Fatulia leben 2.477 Einwohner (2022), davon sind 1.245 Männer und 1.232 Frauen. Im Suco gibt es 443 Haushalte. Etwa 90 % der Einwohner geben Midiki als ihre Muttersprache an. Etwa 10 % sprechen Tetum Prasa.

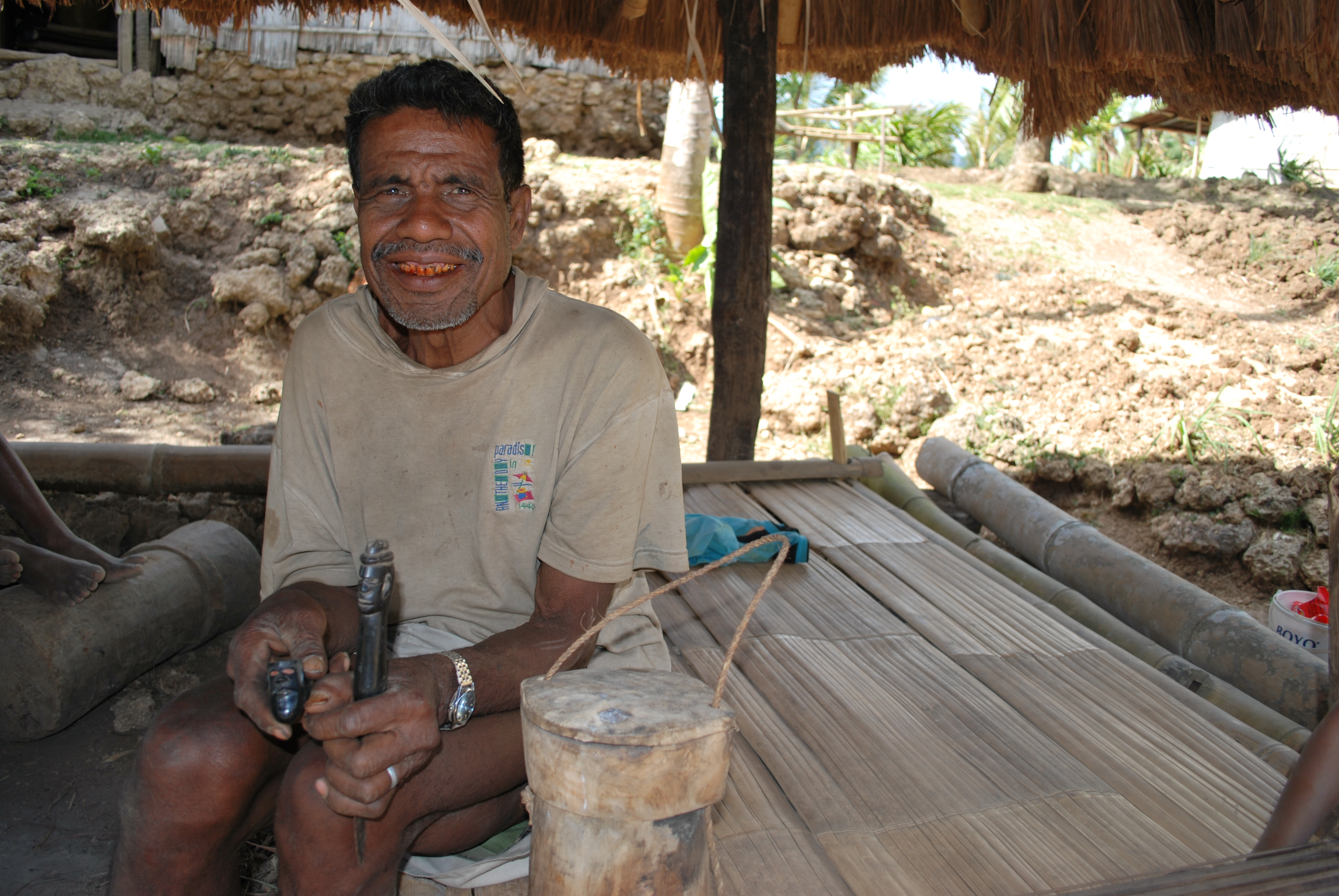
Pfeifenmacher aus Fatulia
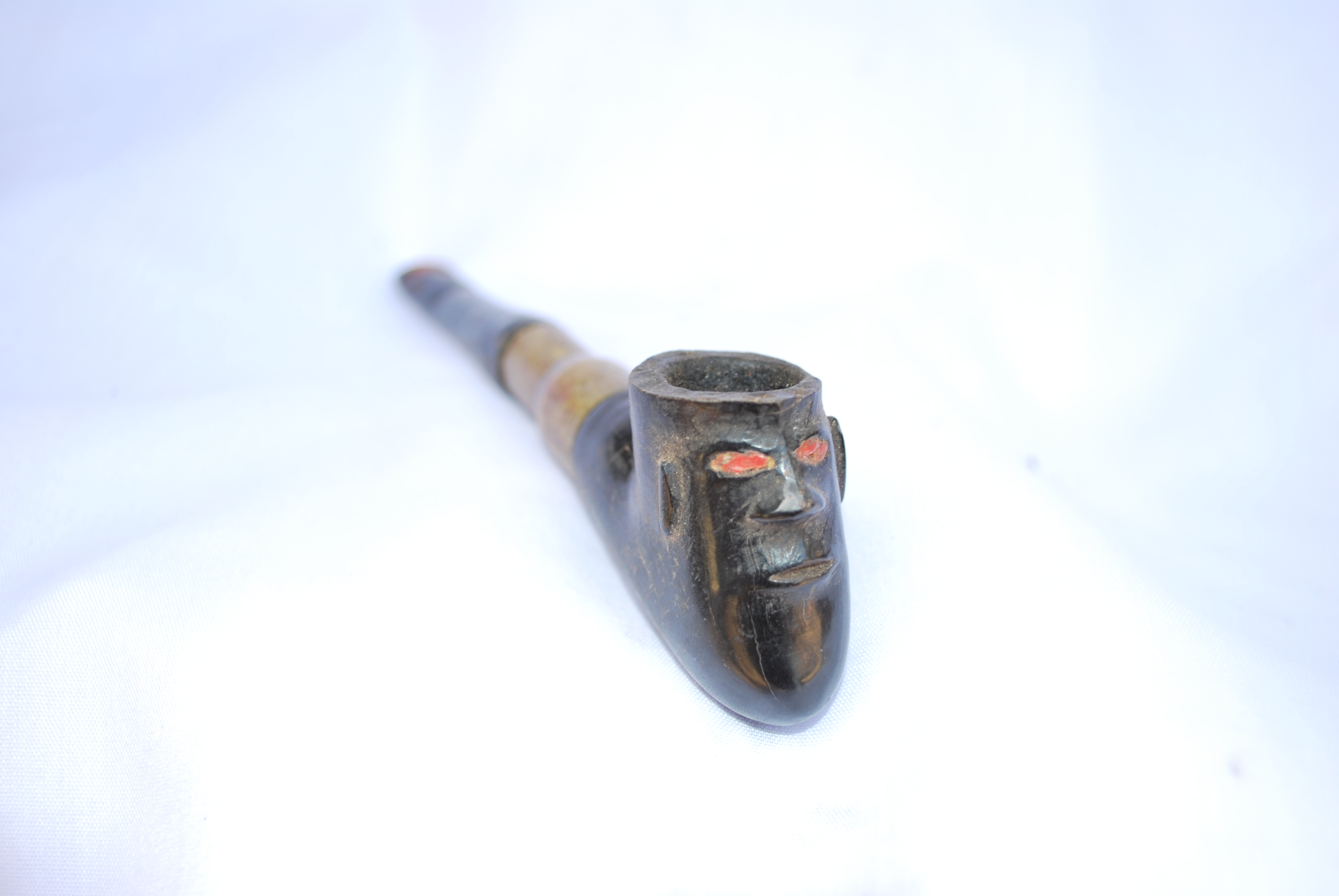
Pfeife aus dem Suco Fatulia
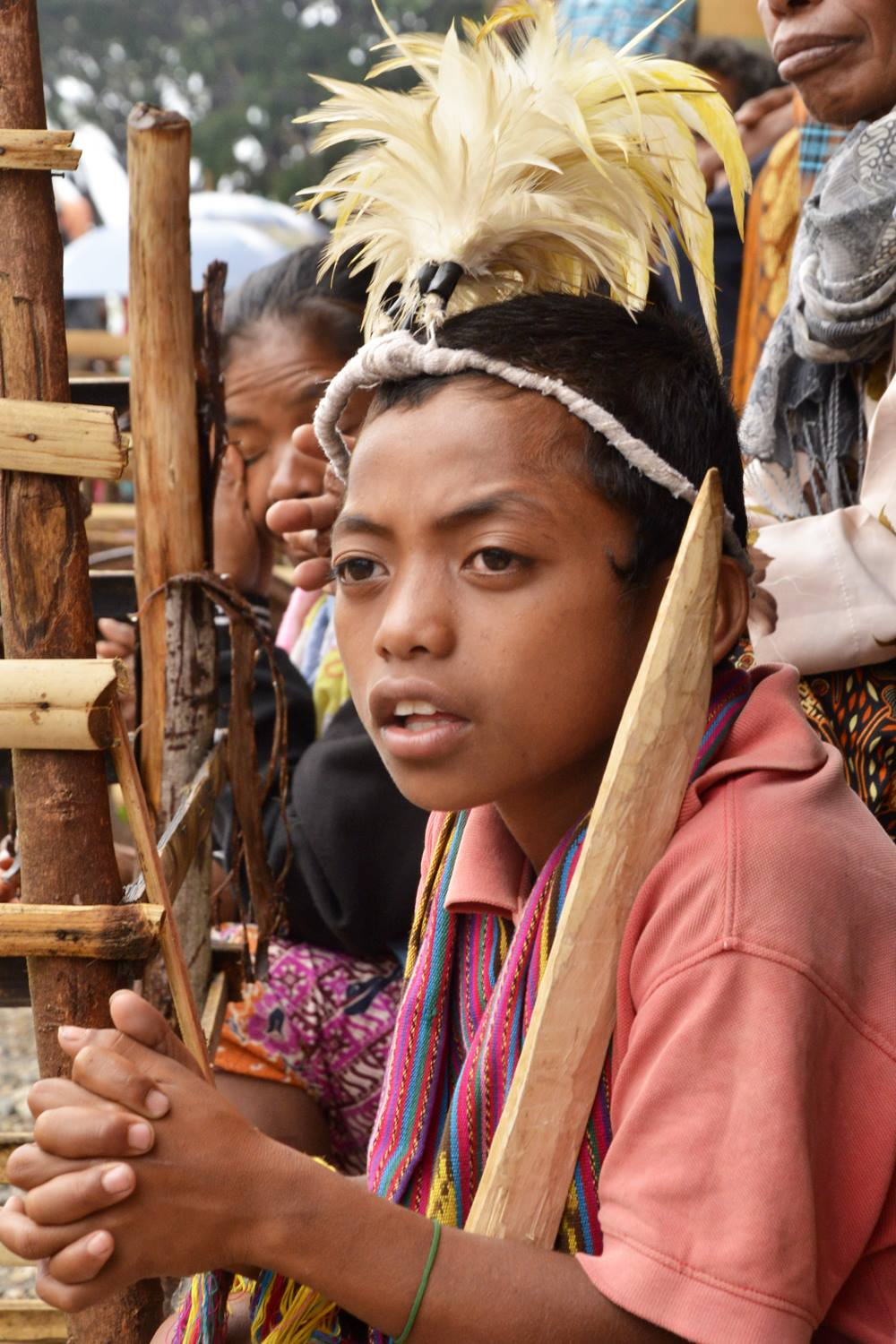

## Geschichte
Im März 1988 wurden vier Männer aus Fatulia durch indonesische Soldaten festgenommen und zum Stützpunkt des Infanteriebataillons 328 gebracht. Um die Verstecke der FALINTIL zu erfahren, wurden die Männer verhört und gefoltert. Einer von ihnen wurde hingerichtet.
Am 6. August 2015 kam es in Osso-Uaque zu einem Feuergefecht zwischen osttimoresischer Polizei und Armee einerseits und der Rebellengruppe KRM. Ein KRM-Mitglied kam ums Leben, ein Polizist und ein Soldat wurden schwer verletzt.

## Politik

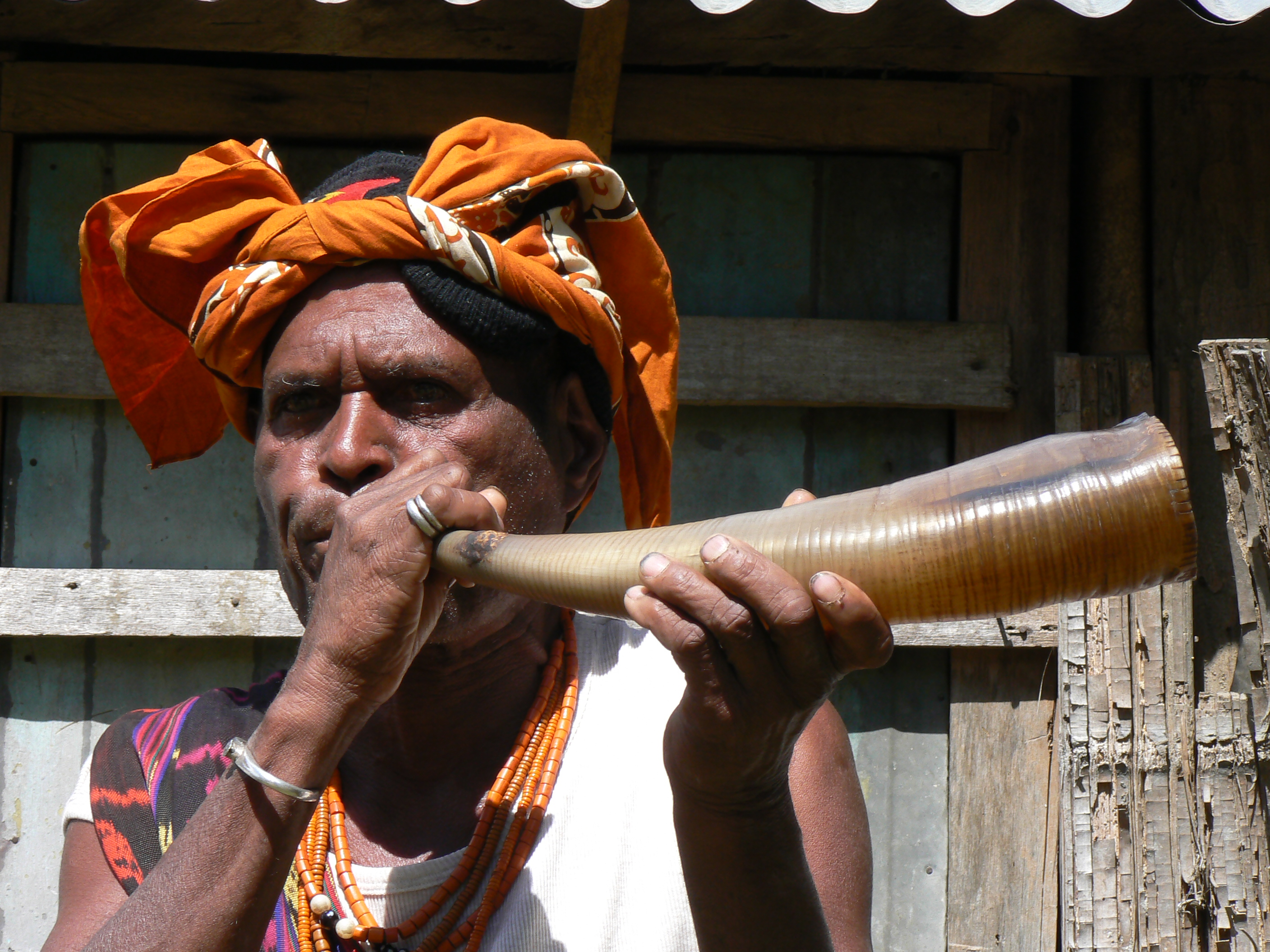
Ein Karau dikur, ein Büffelhorn

Bei den Wahlen von 2004/2005 wurde Constancio José do Rego zum Chefe de Suco gewählt und 2009 in seinem Amt bestätigt. Bei den Wahlen 2016 gewann Angelino Moises Pereira und wurde 2023 in seinem Amt bestätigt.
2023 wurden als Chefe de Aldeias gewählt: Edviges da Costa Gusmão (Bahadato), Domingos do Rego Soares (Osso-Uaque), José Ximenes (Uai-To-Bono) und Aguida Eseransa Ximenes (Uatulia-Ana).

## Persönlichkeiten
- Manuel de Castro Pereira (* 1961 in Bahadato), Politiker